# Cédrine Kerbaol
Cédrine Kerbaol (* 15. Mai 2001 in Brest) ist eine französische Radrennfahrerin.

## Sportlicher Werdegang
Kerbaol wuchs in der Bretagne auf und begann 2016 mit dem Radsport. Als Juniorin wurde sie 2019 französische Meisterin im Straßenrennen und Dritte im Einzelzeitfahren.
2021 erhielt Kerbaol einen Vertrag beim UCI Women’s Continental Team Arkéa. Für 2022 unterzeichnete sie einen Zwei-Jahres-Vertrag bei Cofidis, im Oktober 2022 kündigte sie trotz bestehenden Vertrags dann aber einen Wechsel zum Ceratizit-WNT Pro Cycling Team an. Für ihre neue Mannschaft fuhr sie verstärkt Etappenrennen und gewann 2023 eine Etappe und dann das Gesamtklassement bei der Erstaustragung der Tour de Normandie für Frauen, einem Rennen der Kategorie 2.1. Sie wurde französische Meisterin im Einzelzeitfahren der Elite. Bei der Tour de France Femmes gewann sie mit dem 12. Gesamtrang die Nachwuchswertung. In der ersten Jahreshälfte 2024 siegte sie in zwei spanischen Eintagesrennen. Beim Giro Donne musste sie in der vierten Etappe aufgeben, im August entschied sie die sechste Etappe der Tour de France Femmes für sich und war damit die erste französische Etappensiegerin in der Geschichte dieses Rennens. In der Gesamtwertung kam sie auf den sechsten Platz.
Kerbaol wurde mehrfach in die französische Nationalmannschaft berufen, die das Land bei Weltmeisterschaften und Europameisterschaften vertrat. Bei den Weltmeisterschaften 2023 holte sie Silbermedaillen in der Mixed-Staffel sowie im Einzelzeitfahren der U23.
Nachdem das Ceratizit-WNT Pro Cycling Team die Unterlagen für die Saison 2025 nicht zeitgerecht bei der UCI eingereicht hatte, nutze Karbaol eine Ausstiegsklausel und verließ vorzeitig das Team, um Mitglied bei EF Education-Oatly zu werden.

## Erfolge
2019
 Französische Meisterin (Junioren) – Straßenrennen, Mixed-Staffel
2021
 Französische Meisterin (U23) – Einzelzeitfahren
2022
 Mittelmeerspiele 2022 – Einzelzeitfahren
2023
 Französische Meisterin – Einzelzeitfahren
Gesamtwertung und eine Etappe Tour de Normandie Féminin
 Nachwuchswertung Tour de France Femmes
 Weltmeisterschaften – Einzelzeitfahren (U23), Mixed-Staffel
 Europameisterin – Mixed-Staffel
2024
Vuelta a la Comunitat Valenciana Féminas
Durango–Durango Emakumeen Saria
eine Etappe Tour de France Femmes
Chrono Roland bouge
Tre Valli Varesine
2025
 Französische Meisterin – Einzelzeitfahren